# コプリヴニツァ＝クリジェヴツィ郡

コプリヴニチコ・クリジェヴァチュカ郡の位置

コプリヴニツァ＝クリジェヴツィ郡(コプリヴニツァ＝クリジェヴツィぐん、Koprivničko-križevačka županija)は中央クロアチアに位置する郡。郡都はコプリヴニツァ。

## 地理
メジムリェ郡、ビェロヴァル＝ビロゴラ郡、ザグレブ郡、ヴァラジュディン郡、またヴィロヴィティツァ＝ポドラヴィナ郡と接している。

## 歴史
クリジェフツィは1272年、ラースロー4世時代の書簡にその名が記されている。